# Metro 2033
Metro 2033 là trò chơi video bắn súng góc nhìn thứ nhất kết hợp kinh dị sinh tồn. Trò chơi thực hiện dựa trên cuốn tiểu thuyết Metro 2033 của tác giả người Nga Dmitry Glukhovsky. Được phát triển bởi 4A Games tại Ukraina và phát hành bởi THQ vào tháng 3 năm 2010.
Trò chơi lấy bối cảnh hậu tận thế sau chiến tranh hạt nhân địa điểm tại Moskva với những nhóm người sống sót vượt qua được cuộc chiến nhờ trốn xuống các đường tàu điện ngầm Metro bên dưới thành phố. Người chơi sẽ vào vai Artyom, người đang tận hưởng cuộc sống của mình bên trong đường hầm nơi mà gia đình anh trốn xuống khi cuộc chiến tranh xảy ra thì nhận được thông tin từ một người bạn là Hunter về một dạng sinh vật đột biến kỳ lạ gọi là "Dark One" có thể đe dọa đến mọi người tại nơi anh đang sinh sống. Khi Hunter mất tích trong việc truy lùng Dark One thì Artyom cũng lên đường theo lời dặn của Hunter để tìm kiếm sự giúp đỡ chống lại hiểm họa. Trên đường đi người chơi sẽ chống lại vô số quái vật cũng như các nhóm người hiếu chiến khác.
Phiên bản tiếp theo của trò chơi là Metro: Last Light đã được phát hành vào ngày 14 tháng 5 năm 2013.

## Tổng quan

### Cốt truyện
Vào năm 2013, chiến tranh hạt nhân Thế giới xảy ra đã lấy đi hàng tỉ mạng sống của con người. Trong số các quốc gia bị ảnh hưởng có cả Nga, bao gồm cả thủ đô Moskva không khác gì một đống hoang tàn. Điều này buộc những người sống sót phải sống dưới lòng đất tại các trạm tàu điện ngầm để tránh bị bức xạ giết chết. Nhiều loài động vật như chuột, gấu đã bị đột biến thành quái vật hung hăng cộng với bầu không khí đầy chất phóng xạ, không một ai có thể sống sót nếu không có mặt nạ chống độc. Trong bối cảnh đó, phe Cộng sản và Phát xít liên tục công kích nhau nhằm nâng cao tư tưởng của họ, nhiều nơi khác thì bị cướp bóc hoành hành, chúng giết người, tìm cách lẻn vào các trạm tàu điện để bắt con tin nhằm trao đổi đạn - đơn vị tiền tệ duy nhất trong trò chơi.
Hai mươi năm sau, trong năm 2033, nhà ga Metro phía Bắc của VDNKh (được biết đến trong trò chơi là trạm Exhibition) đang bị tấn công bởi một nhóm các sinh vật bí ẩn được gọi là Dark One. Artyom (tiếng Nga: Артём), một thanh niên 20 tuổi, sinh ra trước cuộc chiến, được thuyết phục để rời nhà và tìm sự giúp đỡ từ phần còn lại của Metro bởi Hunter, một người lính ưu tú của Hội Spartan. Hunter cho Artyom thẻ bài (dogtag) của mình và kêu cậu hãy đưa nó cho những lãnh đạo cấp cao ở Polis, "thủ đô" của Metro, trước khi ông mất tích trong việc tìm kiếm Dark One.
Ngày hôm sau, Artyom đăng kí vào một đoàn tùy tùng để đến trạm tàu lân cận. Trên đường đi, cả nhóm đã bị phục kích bởi những cuộc tấn công tâm linh khó hiểu, tuy nhiên họ vẫn đến được nơi an toàn sau đó. Artyom tiếp theo đã gặp Bourbon, một tay buôn lậu đã nhờ cậu giúp đưa hắn đến Polis. Cả hai người đã vượt qua rất nhiều các nhà ga gác bao gồm cả các hệ thống đường ống và thậm chí là cả thành phố Moscow. Nhưng Bourbon sau đó đã bị hạ sát bởi một nhóm cướp, nhưng may thay Artyom đã được Khan, một người bạn của Bourbon, cứu sống. Trên đường, Khan đã cho Artyom thấy những hiện tượng tâm linh, rồi đến trạm Cursed - đang bị lũ Nosalis tấn công. Sau khi hỗ trợ trạm này xử lý lũ Nosalis, Khan bảo Artyom đến gặp Andrew Thợ Rèn, hiện đang sóng tại trạm Armony thuộc Hồng tuyến (một tổ chức Cộng sản).
Với sự giúp đỡ, Artyom đã thoát ra được lãnh thổ của Hồng quân nhưng sau đó lại bị bắt bởi thế lực đối lập, tổ chức Phát xít Đệ Tứ Đế chế. Trước khoảnh khắc bị tử hình, hai Rangers là Pavel và Ulman đã kịp cứu cậu. Pavel sau đó đã chết trong lúc đưa cậu thoát khỏi Đế chế buộc Artyom phải tiếp tục cuộc hành trình một mình. Cậu đã gặp một nhóm người sống sót đang cố chống lại một cuộc tấn công của đàn quái đột biến. Mặc dù họ thất bại nhưng Artyom đã kịp cứu một cậu bé tên là Sasha. Với lòng biết ơn, những cá nhân đó đã chỉ đường giúp cậu đến được mặt đất, sau đó là gặp lại Ulman, người dẫn cậu đến gặp Miller, một đại tá trong hàng ngũ lãnh đạo ở Polis.
Không may là ban lãnh đạo ở Polis lại không đồng ý hỗ trợ trạm Exhibition. May mắn là Miller biết vài trạm phóng tên lửa đạn đạo, nhưng chúng phải được khai hỏa từ trung tâm chỉ huy D6. Artyom, Miller và Danila - một Kị binh - vào thư viện quốc gia Nga để tìm thông tin về lối vào D6. Sau khi có thông tin, một tổ Ranger được triển khai, không may mắn là nhóm đã mất đi hai người. Nhưng dù sao, cả nhóm cũng vào được D6 khởi động lò phản ứng hạt nhân, và kích hoạt hệ thống điều khiển, và Artyom cài đặt một hệ thống dẫn đường laser trên một tháp radio. Sau khi hệ thống laser được cài đặt, Artyom bị trúng ảo giác bởi một Dark One đã phục kích ở đó.
Sau khi hết ảo giác, có hai kết thúc, tùy thuộc vào sự lựa chọn của người chơi làm cho trong suốt trò chơi. Trong đoạn kết kinh điển, Artyom cho phép các tên lửa để bắn, phá hủy các Dark One; chỉ để nhận ra sau đó họ tìm hòa bình và cái chết của họ là tình cờ. Kết thúc thay thế cho Artyom sự lựa chọn để phá hủy các thiết bị hướng dẫn laser, trích dẫn một hiện thực vào phút cuối mà các Dark Ones đã thực sự cố gắng để làm cho liên hệ hòa bình thông qua các ảo giác. Cái kết này chỉ có sẵn bằng cách thực hiện hành vi tích cực khác nhau trong suốt trò chơi, chẳng hạn như giúp đỡ người đồng nghiệp và không tự động chạy trốn Dark Ones trong các ảo giác khác nhau.

### Cách chơi
Trò chơi được chơi từ góc nhìn của Artyom. Câu chuyện diễn ra ở Moskva hậu khải huyền, chủ yếu là bên trong hệ thống tàu điện ngầm, nhưng đôi khi nhiệm vụ đưa người chơi trên mặt đất.
Là một game bắn súng, Metro 2033 có một loạt các vũ khí (một số hư cấu và một số dựa trên các vũ khí thực) mà người chơi sẽ sử dụng trong chiến đấu để tiêu diệt kẻ địch và các đột biến. Các Mutant (Dị Nhân) không sở hữu vũ khí và có xu hướng tấn công người chơi trực tiếp, trong khi kẻ địch (con người) thường ẩn nấp và đột kích người chơi. Trò chơi có chế độ hồi sức chứ không phải là một điểm thể lực (máu) cố định, nếu người chơi tránh nhận sát thương trong một khoảng thời gian, nó sẽ từ từ hồi phục. Người chơi có thể đẩy nhanh quá trình này bằng cách sử dụng một bộ cứu thương,  thứ mà sẽ gần như ngay lập tức hồi phục thể lực cho người chơi. Khi nhân vật đang bị chấn thương nghiêm trọng, có thể mất hơn hai mươi giây để hồi phục thể lực ở trạng thái tối đa. Tuy nhiên, thể lực không được hồi phục trong chế độ "Hardcore"
Trong môi trường hậu khải huyền, đạn dược là một mặt hàng hiếm và cần thiết. Nguồn cung cấp thiết yếu này là đạn 5,45 × 39mm trước chiến tranh (trong trò chơi được gọi là "đạn cấp quân sự"), đây cũng là loại tiền tệ chính trong các đường hầm. Người chơi cũng có thể sử dụng đạn chất lượng thấp hơn thu được trong các thành phố lớn để tiết kiệm đạn cấp quân sự. Do sự khan hiếm đạn, một khía cạnh quan trọng của gameplay được nhặt đồ. Người chơi có thể nhặt chiến lợi phẩm và môi trường cho đạn dược, phụ tùng thay thế, cũng như vũ khí và các mặt hàng. Các đạn cấp độ quân sự được áp dụng để có thể mua các đạn dược, vũ khí, và các mặt hàng khác nhau trong hầu hết các trạm tàu điện ngầm, mặc dù ở mức giá cao.
Bối cảnh của trò chơi phản ánh bầu không khí đen tối của đường hầm tàu điện ngầm một cách thực tế, với các yếu tố kinh dị sống động gia tăng, với những hiện tượng kỳ lạ và những tiếng ồn thường xuyên, ngoài ra phần lớn thời gian người chơi phải chỉ dựa vào đèn pin (cần được sạc bằng bộ sạc pin) và đôi khi là kính nhìn ban đêm để di chuyển vì hầu hết các đường hầm đều có ít hoặc không có ánh sáng. Nó thậm chí còn nguy hiểm và dễ gây chết người hơn nhiều so bới những gì nhìn thấy bên ngoài bợi mức độ chiếu xạ nghiêm trọng và mặt nạ khí gần như phải luôn được đeo ở hầu hết mọi nơi do không khí độc hại. [8] Thông thường, các vị trí có bố trí phức tạp, và trò chơi để nhân vật phải tự cố gắng tìm thấy mục tiêu của họ chỉ với la bàn trong chiếc đồng hồ đeo tay.
Vì Metro 2033 nhằm mục đích là nhập vai nhân vật, các trò chơi và giao diện phần nào không quá điển hình. Các trò chơi dựa vào nhịp tim trên màn hình và các loại âm thanh để hiển thị trạng thái hiện tại của và thể lực của nhân vật. Người chơi phải thu thập các bộ lọc không khí cho các mặt nạ khí, thứ mà kéo dài vài phút và sẽ được tự động thay thế nếu có sẵn dự trữ. Không có màn hình hiển thị chỉ số heads-up để cho biết bao lâu cho đến khi bộ lọc của mặt nạ khí bắt đầu hư hại, đúng hơn, người chơi phải tự mình kiểm tra điều đó qua chỉ số hiển thị trên chiếc đồng hồ đeo tay. Mặt nạ khí cũng có thể trở nên hư hỏng hoàn toàn và sẽ ngừng hoạt động nếu bị thủng, khi đó nó phải được thay thế. Với tất cả vũ khí, đạn được (một phần) có thể được nhìn thấy và thông báo cho người chơi rằng vũ khí của họ là sắp hết đạn và họ phải nạp đạn. Các trò chơi không đặc trưng yếu tố truyền thống HUD thưa thớt, chẳng hạn như chỉ số đạn dược. Tuy nhiên, ở mức khó nhất, không có yếu tố HUD hiện hữu, và người chơi phải chủ động theo dõi đạn dược và phải tự suy tính, cân nhắc.
Ngoài ra còn có một số lựa chọn về đạo đức trong các trò chơi mà cho Karma, có thể dẫn đến kết thúc khác nhau. Lựa chọn có thể hoặc là có được Karma tốt, ví dụ như khi cứu các tù nhân từ đường hầm, hoặc Karma xấu, ví dụ như là thô lỗ với con người hoặc ăn cắp....

## Phát triển
4A Games được hình thành bởi các thành viên cũ của GSC Game World một năm trước khi S.T.A.L.K.E.R.: Shadow of Chernobyl được phát hành, cụ thể là hai người viết chương trình Oles' Shiskovtsov và Aleksandr Maksimchuk những người đã phát triển công cụ X-Ray để thực hiện dòng S.T.A.L.K.E.R.. 4A Games đã phát triển trò chơi này cho nhiều hệ máy khác nhau như Xbox 360, PlayStation 3 và Microsoft Windows. Có một số tranh cãi liên quan đến công cụ được sử dụng dựa trên nền 4A Engine (nền của X-Ray) như tuyên bố quyền sở hữu của Sergiy Grygorovych, người sáng lập của GSC Game World đối lập với những người đầu tiên phát triển công cụ này tại 4A Games. 4A Engine hỗ trợ các tính năng của tính năng của Nvidia PhysX, nâng cao AI cũng như hỗ trợ SDK cho Xbox 360. Phiên bản cho PC có một số tính năng đặc biệt như hỗ trợ DirectX 11.

## Đón nhận
Metro 2033 đã nhận được các đánh giá tích cực. Tại Metacritic trò chơi được đánh giá 81/100 cho PC và 77/100 cho Xbox 360. Game Informer đã khen và đánh giá Metro 2033 là 9/10. GameZone thì đánh giá là 8.5/10. GameSpot đã đánh giá trò chơi là 7.5/10 cho Xbox 360 và 8/10 cho PC, dù nhận được nhiều lời khen ngợi,  trò chơi vẫn bị dính "sạn" của AI cũng như hình ảnh. IGN thì đánh giá thấp trò chơi với 6.9/10 với lý do về tốc độ khung hình, các lỗi và các vấn đề đồ họa gây thất vọng.
Chương trình Good Game chuyên bình phẩm về game đã đánh giá Metro 2033 8,5 /10 và khen các yếu tố nhập vai cũng như sinh tồn kinh dị đã làm cho cách chơi trở nên phong phú hơn cũng như thiết kế góc nhìn rất phù hợp với trò chơi này. Tổng hợp lại họ nói "Tôi là một người hâm mộ lớn của Fallout 3 và tôi đã lo trò chơi này sẽ tương tự và chẳng có gì mới. Nhưng trò chơi này chuyên về bắn súng hơn là nhập vai vì thế tôi nghĩ không thể so sánh chúng với nhau được. Họ đã chuyển thể loại nhập vai thành cốt truyện, các lựa chọn thành hành động và chúng phát đã huy hiệu quả."
X-Play đã đánh giá trò chơi là 3/5 với bài đánh giá khen bầu không khí do trò chơi mang lại, sự chú ý đến chi tiết và các trò chơi có một số khoảnh khắc thực sự đáng sợ. Bài đánh giá cũng chỉ ra rằng "bầu không khí chưa đủ đáng sợ". Nói rằng các trò chơi có những khoảnh khắc thực sự đáng sợ, nhưng lại "Không bao giờ dọa người chơi". Bài phê bình cũng nói rằng việc bố trí điều khiển trên tay cầm Xbox 360 "không hiệu quả lắm" nhưng lỗi này không có trên bản dành cho PC. Tổng kết bài đánh giá nói rằng "Tất cả chi tiết đó rất đáng khâm phục, miễn là bạn không mong đợi trò chơi có chiều sâu như... hãy lấy ví dụ như Fallout 3.".